# Гјачао (Болоња)
Гјачао (итал. Ghiacciaio) је насеље у Италији у округу Болоња, региону Емилија-Ромања.
Према процени из 2011. у насељу је живело 43 становника. Насеље се налази на надморској висини од 309 м.